# Juliusz Slaski (senior)
Juliusz Slaski, właśc. Juliusz Joachim Slaski (ur. 21 czerwca 1836, zm. 21 listopada 1916 w Broniszowie) – ziemianin, działacz społeczny i gospodarczy, pionier przemian w rolnictwie. Właściciel majątku Broniszów i in.

## Życiorys
Pochodził z gałęzi małopolskiej rodziny Slaskich herbu Grzymała. Był synem Aleksandra Slaskiego, właściciela majątku Borzykowa i Zbrodzice, kapitana piechoty, uczestnika powstania listopadowego i Pauliny z Dąmbskich herbu Godziemba. Z dwóch małżeństw miał jedenaścioro dzieci, m.in. synów Jarosława Slaskiego, znanego działacza gospodarczego na Ukrainie, budowniczego cukrowni na terenie Rosji i Ukrainy,  Jana Slaskiego, sadownika i szkółkarza, profesora Uniwersytetu w Poznaniu, Władysława Slaskiego ziemianina właściciela majątku Ciuślice, działacza społecznego i gospodarczego oraz Ludwika Slaskiego, ziemianina, właściciela majątku Turnawiec po wojnie znanego działacza gospodarczego, wieloletniego więźnia politycznego PRL, aresztowanego i skazanego w głośnym procesie Witolda Maringe (tzw. byłych ziemian).
W 1854 r. ukończył studia agronomiczne w Instytucie Agronomicznym i Leśniczym w Marymoncie k. Warszawy. Początkowo osiadł w kupionym od ojca majątku Zbrodzice. W 1859 kupił w ziemi skalbmierskiej zdewastowany wieloletnią dzierżawą i huraganem majątek Broniszów, który z czasem został jego siedzibą. W 1863 (przed urzędowym uwłaszczeniem chłopów) zniósł w Broniszowie pańszczyznę i uregulował sprawę serwitutów. Umożliwiło mu to scalenie gruntów i racjonalne zagospodarowanie od podstaw swojej posiadłości. Był zamiłowanym pionierem nowoczesnego rolnictwa. Wykorzystując wiadomości zdobyte podczas studiów w Marymoncie w miejsce tradycyjnej trójpolówki wprowadził nowatorski system płodozmienny. Z cukrownią w Kazimierzy Wielkiej zawarł wieloletni kontrakt na dostawę buraków cukrowych. Założył też cegielnię i z wyprodukowanej cegły wybudował budynki gospodarcze i dwór. W 1891 r. kupił w pobliżu Broniszowa majątki Ciuślice i Turnawiec. Po uregulowaniu serwitutów wprowadził w nich również nowoczesną gospodarkę. W jego racjonalnie i fachowo prowadzonych majątkach plony pszenicy osiągały nawet 20 korców z morgi (ok. 36 q/ha), co w tamtych czasach było wydajnością bardzo wysoką. Wiele czasu poświęcał na pracę społeczną. W 1863 r. był zwolennikiem powstania styczniowego i brał czynny udział w powstańczej organizacji kraju. Został wybrany na pierwszego wójta gminy Czarnocin. Był radcą ubezpieczeń na powiat pińczowski, sędzią pokoju przy sądzie w Skalbmierzu, ławnikiem sądu granicznego i wieloletnim korespondentem Gazety Rolniczej.
Pochowany jest na cmentarzu parafialnym w Kazimierzy Małej.